# H.E.R.
H.E.R.（ハー、本名：ガブリエラ・ウィルソン（Gabriella Wilson）、1997年6月27日 - ）は、アメリカ合衆国・カリフォルニア州ヴァレーホ出身のシンガーソングライター、R&Bミュージシャン。
いくつかの音楽活動を経て、2016年にH.E.R.としてデビューEP『H.E.R. Volume 1』をリリース。その後の作品を集めたコンピレーションアルバム『H.E.R.』（2017年）は、第61回グラミー賞で新人賞を含む5部門にノミネートされ、最優秀R&Bパフォーマンス賞と最優秀R&Bアルバム賞を受賞した。2作目のコンピレーションアルバム『I Used to Know Her』（2018年）はグラミー賞のアルバム・オブ・ザ・イヤー、収録曲「Hard Place」がソング・オブ・ザ・イヤーなど、主要部門を含む5部門にノミネートされた。

## 来歴

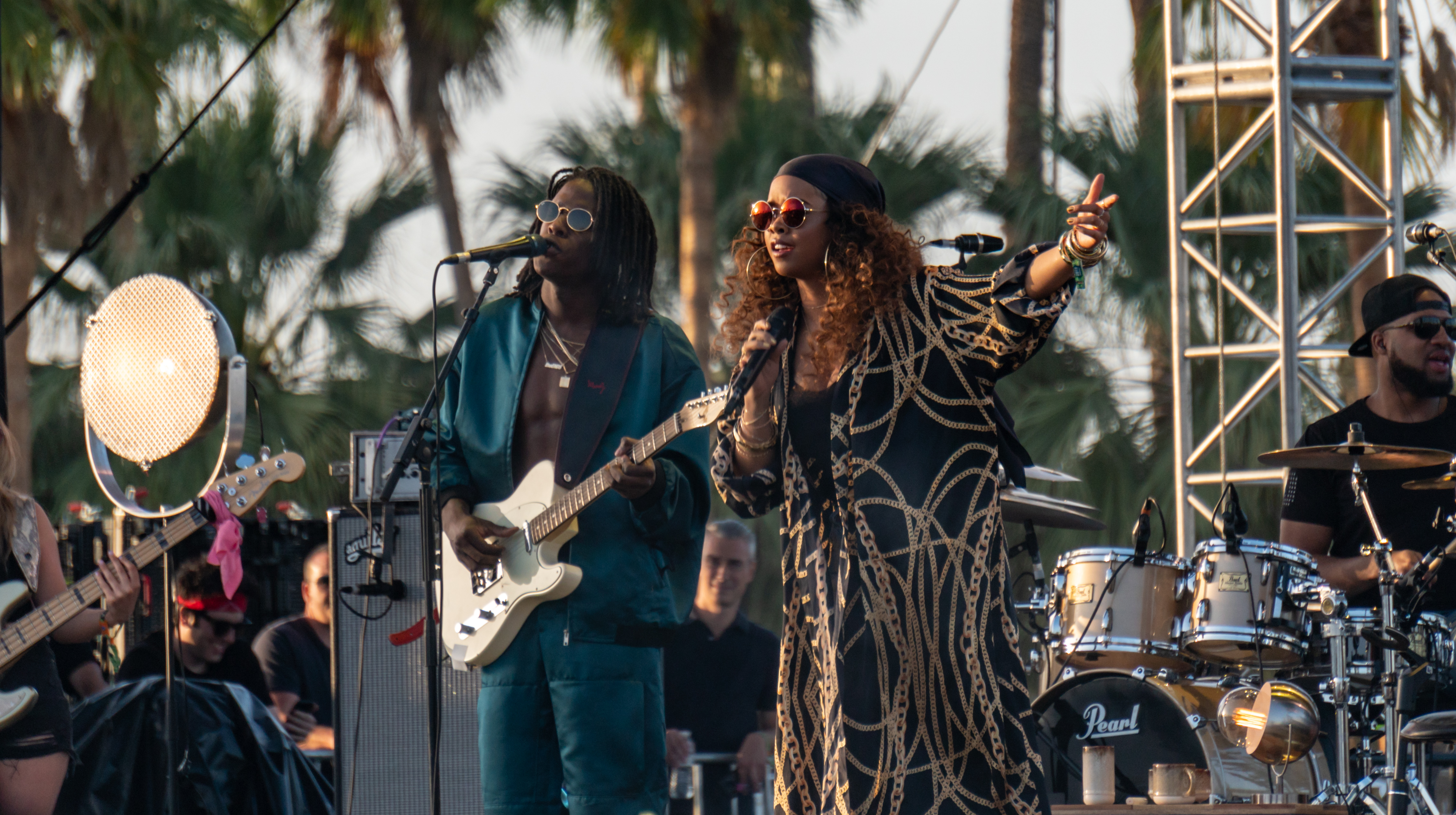
コーチェラでダニエル・シーザーとステージに立つH.E.R.（2018年）

1997年6月27日、H.E.R.こと、ガブリエラ・ウィルソンはカリフォルニア州ヴァレーホでフィリピン人の母とアフリカ系アメリカ人の父の間に生まれた。カリフォルニアのサンフランシスコ・ベイエリアで育った彼女は、幼い頃にトゥデイ・ショー（Today Show）でアリシア・キーズをピアノでカバーしたことで知られるようになり、12歳の時にはラジオ・ディズニー（Radio Disney）の「ザ・ネクスト・ビッグ・シング（The Next BIG Thing）」に出演している。
14歳でRCAと契約し、2014年に本名でシングル「Something to Prove」をリリースした。2016年後半にH.E.R.の名に変更し、2016年9月9日にデビューEP『H.E.R. Vol.1』をリリースする。この作品をアッシャー、Pusha T、アリシア・キーズ、リアーナなどがソーシャルメディアでシェアし広く知られるようになった。
2017年6月16日、2作目のEP『H.E.R. Vol.2』をリリース。10月20日には『H.E.R. Vol.2, The B Sides (2017)』をリリースした。そして10月20日には、同シリーズの3枚のEPまとめたコンピレーション・アルバム『H.E.R.』がリリースされた。同アルバムは第61回グラミー賞で主要部門であるアルバム・オブ・ザ・イヤー、ベスト・ニュー・アーティストを含む全5部門にノミネートされ、最優秀R&Bパフォーマンス賞と最優秀R&Bアルバム賞を受賞した。
2018年には2枚のEP『I Used to Know Her: The Prelude』『I Used to Know Her: Part 2』をリリース。2019年8月30日、その2枚のEPをまとめた2作目のコンピレーション・アルバム『I Used to Know Her』がリリースされた。第62回グラミー賞ではアルバム・オブ・ザ・イヤー、収録曲「Hard Place」がソング・オブ・ザ・イヤーなど、主要部門を含む5部門にノミネートされた。

## ディスコグラフィ
スタジオ・アルバム
- Back of My Mind[10]（2021年）

コンピレーション・アルバム
- H.E.R. (2017年)
- I Used to Know Her[11] (2019年)